# Corpus Christi en Toledo
La procesión del Corpus Christi en Toledo (España) es una solemnidad católica, eucarística de tradición muy antigua que se celebra cada año en esta ciudad. Es la fiesta principal de los toledanos y de gran notoriedad entre los católicos españoles, habiendo sido declarada en 1980 de Interés Turístico Internacional. 
Desde 1595 se viene celebrando en la conmemoración del Corpus Christi que es el siguiente jueves al octavo domingo después del Domingo de Pascua (es decir, 60 días después del Domingo de Pascua; formalmente es el jueves que sigue al noveno domingo siguiente a la primera luna llena de primavera del hemisferio norte). Tras establecerse en 1991 el domingo posterior como festividad del Corpus Christi, desde 2010 la procesión toledana ha vuelto a celebrarse definitivamente el jueves, acogiéndose al calendario litúrgico hispano-mozárabe. De la importancia de la celebración, tanto a nivel local como internacional, es testimonio el libro de Elizabeth Wilhemsen Cantores del Corpus Christi. Antología de poesía lírica toledana, que recoge desde la liturgia mozárabe a poemas de autores de todas las épocas, entre ellos, Sebastián de Horozco, José de Valdivieso, Lope de Vega, Tirso de Molina, Pedro Calderón de la Barca, Eugenio Gerardo Lobo, Clemente Palencia, Ángel Palomino, Juan Antonio Villacañas y Rafael Fernández Pombo, además del Cantar popular sobre la fiesta.
El Corpus toledano también cuenta con su versión literaria. Galdós, frecuente visitante de Toledo, vio esta fiesta religiosa con el fervor de un sacerdote en éxtasis; en tanto que Blasco Ibáñez, anticlerical, la contempló como un espectador apasionado que veía en la festividad eucarística, por encima de sus aspectos religiosos y pintorescos, las esencias más concentradas de la decadencia novecentista. En su novela La catedral describe con detalle cómo la fiesta del Corpus emociona y moviliza la vida de la catedral y de la sociedad toledana.
Se empezó a celebrar a raíz de haber otorgado a la catedral el título de Catedral Primada, por lo que la persona más representativa de este acto fue siempre el correspondiente arzobispo primado, como máxima autoridad religiosa. Otros personajes importantes son algunos mandatarios de la Iglesia, autoridades de las hermandades y cofradías y autoridades civiles y municipales.

## Vísperas
Unos días antes de la fiesta empiezan las preparaciones tanto en las calles del recorrido como en la propia catedral. Las calles se cubren con los antiguos toldos que proceden de los gremios de tejedores y sederos. Las calzadas se salpican de plantas olorosas (cantueso, romero, tomillo). Los propietarios de las casas de todas estas calles adornan sus balcones con reposteros, banderas y otros ornamentos apropiados. La catedral también se ve engalanada con los cuarenta y ocho tapices flamencos del siglo XVII que se colocan en sus muros durante estos días especiales. Incluso son adornadas algunas calles contiguas a las del paso de la procesión, así como los patios de las casas particulares.
El día anterior al Corpus tienen lugar las distintas reuniones de los gremios y hermandades que celebran sus propios actos, como entrega de medallas o admisión de nuevos miembros. Sobre las once de la noche se hace una especie de ensayo con una comitiva oficial donde va el pertiguero vestido de negro, cuya medida de la vara corresponde a la altura que alcanza la custodia; este día va midiendo los espacios correspondientes para que nada impida el lucimiento del cortejo al día siguiente. Por la tarde había salido también otro pequeño desfile con la Tarasca, los Gigantones y una serie de comparsas de música, para animar a los toledanos y prepararles para el día siguiente.

## El cortejo
La procesión está dividida en dos partes. En la primera parte desfilan las hermandades, capítulos y gremios de creación más reciente. El protocolo sobre el orden de autoridades y de símbolos suele ser el mismo cada año y siguiendo unas normas y tradiciones muy antiguas. La procesión (que transcurre formando dos filas paralelas) se abre con una cruz procesional del siglo XVI. A continuación van los Infanzones de Illescas encabezados por el alférez portaestandarte, que va acompañado a su vez por los flanqueadores, que se unen al pendón por un cabo largo. Este grupo viene desfilando desde 1925. Visten de rojo con birrete del mismo color. Los siguientes en desfilar son los Caballeros Mozárabes, de creación reciente (1966), cuyo grupo está compuesto por personas que han demostrado su ascendencia cristiana y que han realizado estudios e investigaciones sobre los mozárabes en Toledo. Visten de azul y en el brazo izquierdo llevan la cruz de Alfonso VI. A continuación, los caballeros del Santo Sepulcro que datan de 1928 y que constituyen la Guardia de Honor del primado de España. Visten de blanco, guantes y birrete episcopal de raso también blanco con borlón rojo. Después van los Caballeros del Corpus Christi, grupo integrado por personalidades hispanoamericanas acreditadas en España y altos cargos del Instituto de Cultura Hispánica, más el acompañamiento del deán de la catedral. Portan veste color verde, símbolo de esperanza, sobre la cual están cosidas tres cruces que representan las tres naves con que Cristóbal Colón llegó a América, acompañada esta veste de gola blanca, fiador verde hasta las rodillas, chapas plateadas en los zapatos, guantes blancos, birrete verde episcopal, cuyo borlón será dorado en el Preboste y plateado en el de las demás dignidades capitulares, y la venera del Capítulo, consistente en el águila imperial en plata con las tres cruces de sinople verde.La segunda parte de la procesión comienza con el clero regular y secular, el cabildo primado y la custodia de Arfe; a continuación va el arzobispo primado con su séquito y tras ellos las autoridades regionales, provinciales y locales, más las militares.

## La custodia

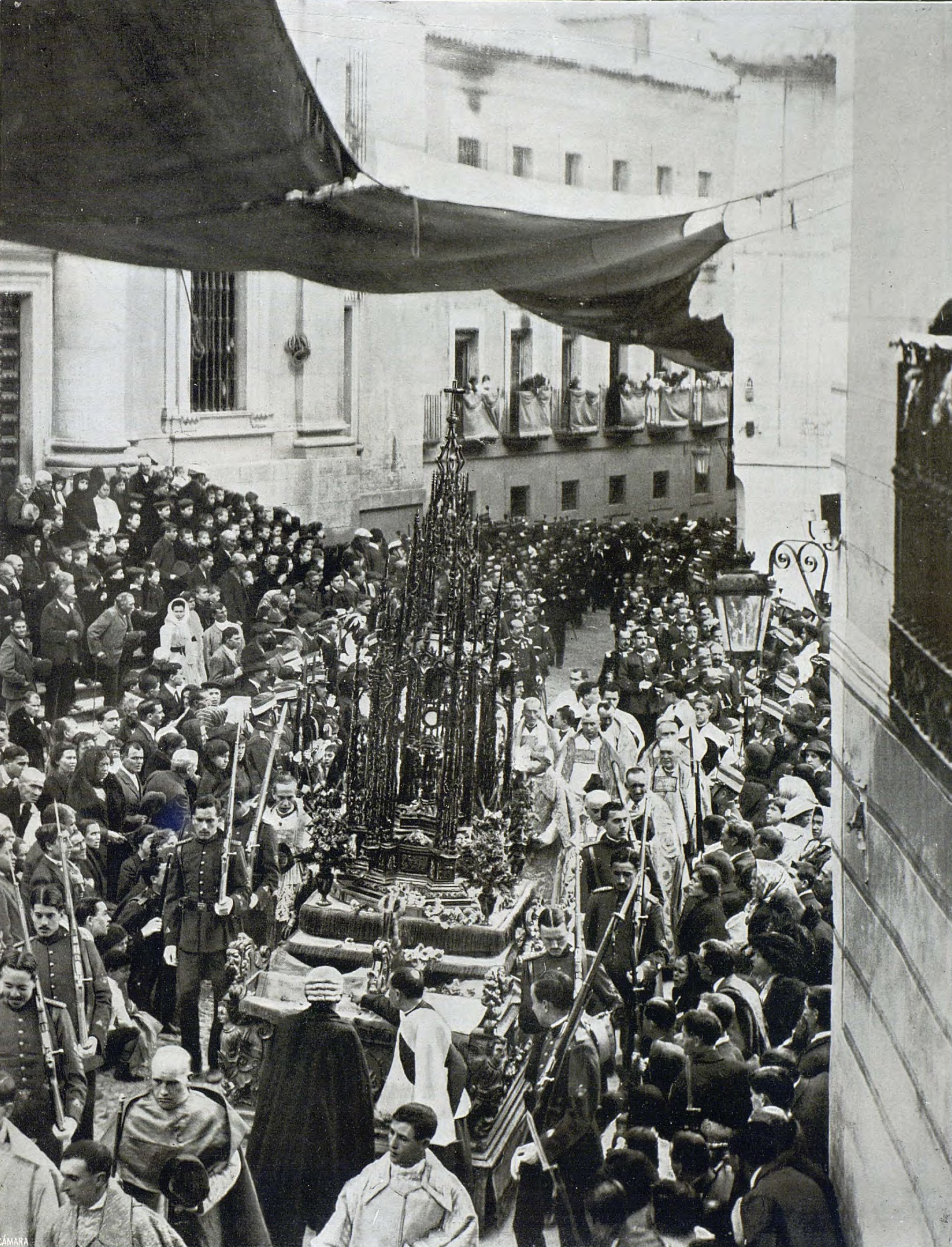
La custodia de la catedral de Toledo a su paso por la plaza de San Juan Bautista (actualmente plaza de Juan de Mariana), escoltada por un piquete de alumnos de la Academia de Infantería. Fotografía de Lucas Fraile en La Esfera (1914).

La Custodia es el centro del cortejo, pues porta el Corpus Christi en cuyo honor se organiza esta procesión. Es también el objeto más importante que se guarda en la capilla del Tesoro de la catedral de Toledo. Su autor es Enrique de Arfe, el gran orfebre del siglo XVI. Fue un encargo del cardenal Cisneros. Es de traza gótica arcaizante y de una gran belleza arquitectónica. En un principio se labró en plata pero a finales del siglo XVI el arzobispo Gaspar de Quiroga mandó que se dorase, para hacer juego con la custodia del altar mayor que es de madera dorada. La custodia tardó siete años en elaborarse y su coste superó los quince millones de maravedíes, de los que Arfe recibió, además de los 2700 reales estipulados, un aguinaldo de 2500 maravedíes que el cabildo catedralicio le entregó en la Navidad de 1523 impresionado por su trabajo.
La custodia sale en la procesión sobre una carroza fabricada para este fin, con un sistema que permite que vaya automáticamente nivelada incluso en las empinadas cuestas de la ciudad. Va acompañada por las autoridades eclesiásticas y civiles, y escoltada por los cadetes de la Academia de Infantería. A su paso la concurrencia dedica constantes salvas de aplausos.

## La procesión en elsigloXXI
El día del Corpus amanece con el toque de dianas y el lanzamiento de bombas reales. Después, la Tarasca se pasea de nuevo acompañada de la charanga, los gigantones y los cabezudos. 

La guarnición militar se distribuye por las calles del recorrido para cubrir la carrera. A las 11, una salva de morteros anuncia la salida de la procesión desde la catedral, por la puerta Llana. La procesión sigue adoptando la tradición en cuanto al orden y distribución de la comitiva, añadiendo desde hace bastantes años el grupo de niños de primera comunión, que se incorpora detrás de los gremios.

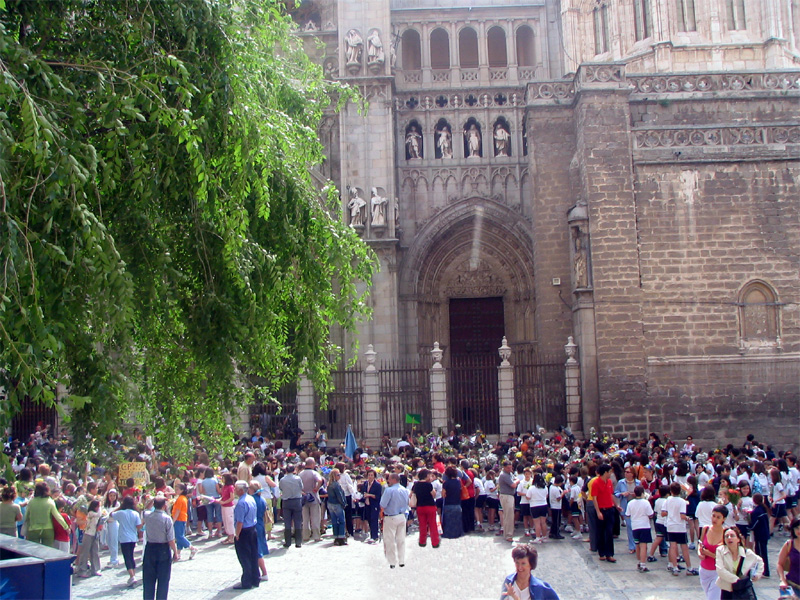
Plaza del Ayuntamiento el día de Corpus

La procesión del Corpus se celebró desde sus orígenes en jueves, pero en 1991, tras el acuerdo Iglesia-Estado, se reorganizó el calendario laboral y la fiesta de Corpus se trasladó al domingo siguiente. La procesión cambió también de fecha en toda España, excepto casos particulares como el de Sevilla o Granada. En el 2004 y con motivo de la celebración del Congreso Eucarístico Nacional en Toledo, el Arzobispado determinó que se celebrase la procesión en jueves (por tradición) y en domingo (festividad litúrgica del Corpus Christi), de manera que, desde entonces, se celebraron dos procesiones de igual composición y misma solemnidad cada año. Esta duplicidad se ha mantenido hasta el año 2010, cuando el arzobispo primado publicó una nota en la que restableció la procesión en el día del Corpus Christi según el calendario litúrgico hispano-mozárabe, esto es, el jueves tradicional.
En 2010, a raíz de la entrada en vigor del nuevo Reglamento de Honores Militares se suprimió la presencia de la bandera nacional en la compañía de honores de la Academia de Infantería de Toledo.

## El recorrido
El recorrido de la procesión transcurre por distintas calles del casco histórico de la ciudad de Toledo y tiene una longitud de 1,8 km que se encuentran completamente adornados por la Junta pro-Corpus de Toledo. Desde el inicio con la salida de la Custodia por la Puerta Llana de la catedral de Toledo hasta su regreso por la misma puerta, atraviesa las calles Cardenal Cisneros, Sixto Ramón Parro, Plaza Mayor, Tornerías, Martín Gamero, Comercio, plaza de Zocodover (donde se realiza un acto eucarístico), Sillería, Alfileritos, plaza de San Vicente, Alfonso X el Sabio, plaza Juan de Mariana, Alfonso XII, Rojas, plaza de El Salvador, Trinidad, Arco de Palacio, plaza del Ayuntamiento y Cardenal Cisneros.

## En las artes y la cultura popular
La procesión del Corpus Christi en Toledo es el motivo principal del capítulo octavo de la novela La catedral de Vicente Blasco Ibáñez, ambientada en tiempos del escritor, a finales del siglo XIX.